# 聖騎士 Melty☆Lovers
《聖騎士 Melty☆Lovers》是AKABEiSOFT3在2015年9月18日發售的戀愛冒險類型成人遊戲。

## 故事
住在騎士國家エーデラント的ティル開始就讀騎士學校エクイテス，但是在來到學校卻發現參加畢業試驗需要一名同伴。為了完成父親對他的期望，ティル便開始從身邊所認識的同學中尋找適合自己的同伴。

## 角色

### 主要角色
ティル＝ニールセン
本作的男主角，エクイテス的學生，家中經營鐵匠鋪。由於ティル的父親期望他能成為騎士，從小就開始教導他劍技。
セフィ＝ライアード（聲優：花澤櫻）
三圍：90/56/88，生日：4月26日，血型：AB型
ティル的同學。真實身份是エーデラント的公主「セラフィナ＝オードルーン」，由於王族的繼承規定而隱瞞身份。
フレイ＝ノールズ（聲優：風花ましろ）
三圍：87/55/90，生日：10月21日，血型：A型
ティル的同學。為了能成為聖騎士努力練劍，擁有不錯劍技而被人們看好，但是在去年的試驗卻落選。
リル＝クーリエ（聲優：八尋まみ）
三圍：76/51/82，生日：12月18日，血型：A型
與ティル不同班的學生，學校第一位鎗騎士。真實身份是護衛セフィ的聖騎士，負責隨身保護公主安全並預定成為她的同伴。
カノン＝ルクサーナ（聲優：櫻川未央）
三圍：91/59/90，生日：7月2日，血型：B型
ティル的同學。為了找回父親的遺物大劍，在得知大劍是被某家貴族取走後便每晚潛入各貴族家中找尋。

### 其他角色
アイアネス＝カーネギー（聲優：ゆうひ）
エクイテス的教官，真實身份是護衛セフィ的聖騎士。
ティニー・ローグ（聲優：ありかわ真奈）
エクイテス的學生・出身貴族的大小姐。

## 主題曲
片頭曲「Blue Glowing Future」
作詞、作曲、編曲：西坂恭平，主唱：花澤櫻、八尋まみ、櫻川未央

## 外部連結
- 官方網站 （页面存档备份，存于）（日語）